# Lajedo (ort)
Lajedo är en ort i Brasilien.   Den ligger i kommunen Lajedo och delstaten Pernambuco, i den östra delen av landet, 1 500 km nordost om huvudstaden Brasília. Lajedo ligger 672 meter över havet och antalet invånare är 25 261.
Terrängen runt Lajedo är huvudsakligen platt, men västerut är den kuperad. Det finns inga andra samhällen i närheten.
Trakten runt Lajedo består till största delen av jordbruksmark. Runt Lajedo är det ganska tätbefolkat, med 72 invånare per kvadratkilometer.